# Euchred
Euchred è un cortometraggio muto del 1912 scritto e diretto da Colin Campbell.

## Produzione
Il film fu prodotto dalla Selig Polyscope Company.

## Distribuzione
Distribuito dalla General Film Company, il film - un cortometraggio di una bobina - uscì nelle sale cinematografiche statunitensi il 10 ottobre 1912. Il 2 gennaio 1913, con il titolo Tricked by Smugglers, venne distribuito anche nel Regno Unito.